# 岗拉弯墓地
岗拉弯墓地，位于中国青海省贵德县河阴镇岗拉湾村，为青海省市县级文物保护单位，公布日期为1986年10月31日，类型为古墓葬。
岗拉弯墓地的历史年代为青铜时代。